# Lödöse
Lödöse is een plaats in de gemeente Lilla Edet in het landschap Västergötland en de provincie Västra Götalands län in Zweden. De plaats heeft 1265 inwoners (2005) en een oppervlakte van 127 hectare. Het wordt wel beschouwd als de voorganger van het hedendaagse Göteborg.
Lödöse was in 1000 een belangrijke handelsstad, gelegen tussen het hedendaagse Oslo en Kopenhagen, vlak bij de monding van de Göta älv. Het was Zwedens enige haven aan de westkust, wat ervoor zorgde dat het van grote strategische betekenis was. Omdat het opgesloten was tussen Noorwegen en Denemarken, werd Lödöse, om de belasting voor handelaren te ontduiken, verplaatst naar de plek waar nu Göteborg ligt. De middeleeuwse geschiedenis van de stad wordt tentoongesteld in het Lödöse Museum, dat in 1996 geopend werd.